# فهرست آثار ملی شهرستان ارسنجان
فهرست آثار ملی شهرستان ارسنجان بخشی از آثار ملی استان فارس در ایران است. ۱۲۲ اثر ثبت ملی ثبت شده در ارسنجان و توابع آن وجود دارد.
قلعه گود قلات از آثار ثبت شده در شهرستان است.
آثار ثبت‌شده شهرستان در این فهرست شامل ۹۰ اثر است.

## فهرست
| کد ثبتی | نام                                 | شهر     | موقعیت جغرافیایی | طول و عرض جغرافیایی | سال ثبت    | قدمت                                     | نگاره             |
| ------- | ----------------------------------- | ------- | --- | ------------------- | ---------- | ---------------------------------------- | ----------------- |
| ۷۱۶۶    | قلعه افراسیاب خان                   | ارسنجان | شهرستان ارسنجان، خیابان ولی عصر حدود ۷۰۰ متری مدرسه سعیدیه و مسجد جامع دور روبروی مسجد صاحب الزمان                   |                     | ۱۳۸۱/۱۱/۱۲ | قاجاریه                                  |                   |
| ۱۱۷۴۴   | قلعه وگورستان قلات خواری            | ارسنجان | شهرستان ارسنجان، بخش مرکزی، شرق روستای قلات خواری                                                                    |                     | ۱۳۸۳/۱۲/۲۴ | ساسانی ـ اسلامی                          |                   |
| ۱۳۲۹۸   | تپه کاووسی جمال‌آباد                 | ارسنجان | شهرستان ارسنجان، بخش مرکزی، دهستان شوراب، کنار روستای جمال آباد                                                      |                     | ۱۳۸۴/۰۵/۲۲ | تاریخی ـ اسلامی                          |                   |
| ۱۳۳۰۰   | گورستان سید سلطان علی               | ارسنجان | شهرستان ارسنجان، بخش مرکزی، نزدیک روستای جلودر                                                                       |                     | ۱۳۸۴/۰۵/۲۲ | اسلامی                                   |                   |
| ۱۳۵۱۶   | تپه جعفرآباد A                      | ارسنجان | شهرستان ارسنجان، بخش مرکزی، دهستان شوراب، روستای جعفرآباد                                                            |                     | ۱۳۸۴/۰۷/۲۳ | هزاره ۵ و ۶ ق م                          | تپه جعفرآباد A    |
| ۱۳۵۱۷   | تپه جعفرآباد B                      | ارسنجان | شهرستان ارسنجان، بخش مرکزی، دهستان شوراب، روستای جعفرآباد                                                            |                     | ۱۳۸۴/۰۷/۲۳ | هزاره ۵ ق م                              |                   |
| ۱۳۵۱۸   | پناهگاه صخره‌ای آرامگاه چاشتخوار     | ارسنجان | شهرستان ارسنجان، بخش مرکزی، دهستان شوراب، روستای چاشتخوار، ۲۵ م شمال آرامگاه نیمه تمام چاشتخوار                      |                     | ۱۳۸۴/۰۷/۲۳ | پیش از تاریخ                             |                   |
| ۱۳۵۱۹   | تپه جعفرآباد C                      | ارسنجان | شهرستان ارسنجان، بخش مرکزی، دهستان شوراب، روستای جعفرآباد                                                            |                     | ۱۳۸۴/۰۷/۲۳ | هزاره ۴ و ۵ ق م                          |                   |
| ۱۳۵۲۰   | تپه رحیم‌آباد                        | ارسنجان | شهرستان ارسنجان، بخش مرکزی، دهستان شوراب، روستای رحیم آباد                                                           |                     | ۱۳۸۴/۰۷/۲۳ | هزاره ۴ و ۵ ق م                          |                   |
| ۱۴۷۳۶   | غار جلودر                           | ارسنجان | شهرستان ارسنجان، بخش مرکزی، دهستان خبریز، ۲۰۰م جنوب روستا ی جلودر، دامنه کوه رحمت                                    |                     | ۱۳۸۴/۱۲/۱۶ | فراپارینه سنگی                           |                   |
| ۱۵۴۳۸   | پناهگاه صخره‌ای جنوب چهار قلات دو    | ارسنجان | شهرستان ارسنجان، بخش مرکزی، دهستان علی‌آباد ملک، ۳۰۰ م جنوب غربی روستای چهارقلات                                      |                     | ۱۳۸۵/۰۳/۱۷ | پیش از تاریخ (احتمالاً فرا پارینه سنگی)   |                   |
| ۱۵۴۳۹   | غار گوهردان                         | ارسنجان | شهر ارسنجان، کیلومتری ۵ جاده ارسنجان به سعادت شهر، دامنه کوه‌های شمال ارسنجان، روبروی باغات فیجان                     |                     | ۱۳۸۵/۰۳/۱۷ | پیش از تاریخ (احتمالاً فرا پارینه سنگی)   |                   |
| ۱۵۴۴۰   | خرفخانه‌های تل سیاه                  | ارسنجان | شهرستان ارسنجان، بخش مرکزی، یک کیلومتری شمال شرق دهستان علی‌آباد ملک، منطقه گود عاشقان                                |                     | ۱۳۸۵/۰۳/۱۷ | ساسانی                                   |                   |
| ۱۵۴۴۷   | اشکفت بالاخانه‌ای                    | ارسنجان | شهرستان ارسنجان، بخش مرکزی، دهستان شوراب، دو کیلومتری شمال روستای جوادیه                                             |                     | ۱۳۸۵/۰۳/۱۷ | پیش از تاریخ (احتمالاً فرا پارینه سنگی)   |                   |
| ۱۵۴۴۸   | خرفخانه‌های تل آقا بیگ               | ارسنجان | شهر ارسنجان، ۳ کیلومتری شرق ارسنجان، ابتدای جاده آسفالته                                                             |                     | ۱۳۸۵/۰۳/۱۷ | ساسانی                                   |                   |
| ۱۵۴۴۹   | اشکفت کمر پهنک                      | ارسنجان | شهرستان ارسنجان، بخش مرکزی، دهستان علی‌آباد ملک، غرب روستای بکهدان، دامنه کوه کمر پهنک                                |                     | ۱۳۸۵/۰۳/۱۷ | پیش از تاریخ                             |                   |
| ۱۵۴۵۰   | تل قلعه قره جخون                    | ارسنجان | شهرستان ارسنجان، بخش مرکزی، دهستان علی‌آباد ملک، ۷ کیلومتری جنوب روستای بیکهدان جشنی                                  |                     | ۱۳۸۵/۰۳/۱۷ | اوایل اسلام                              |                   |
| ۱۵۴۵۱   | تل کاظمی دو                         | ارسنجان | شهرستان ارسنجان، بخش مرکزی، دهستان علی‌آباد ملک، ۷۰۰متری شرق روستای کاظمی                                             |                     | ۱۳۸۵/۰۳/۱۷ | قرون میانه اسلامی                        |                   |
| ۱۵۴۵۲   | پناهگاه صخره‌ای شرق‌آباد سه           | ارسنجان | شهرستان ارسنجان، بخش مرکزی، دهستان علی‌آباد ملک، ۱/۵ کیلومتری شمال شرقی روستای شرق آباد                               |                     | ۱۳۸۵/۰۳/۱۷ | پیش از تاریخ (احتمالا فرا پارینه سنگی)   |                   |
| ۱۵۴۵۳   | پناهگاه‌های صخره‌ای سه تایی چهار قلات | ارسنجان | شهرستان ارسنجان، بخش مرکزی، دهستان علی‌آباد ملک، دو کیلومتری شمال شرق روستای چها ر قلات، داخل تنگه                    |                     | ۱۳۸۵/۰۳/۱۷ | پیش از تاریخئ (احتمالا فراپارینه سنگی)   |                   |
| ۱۵۴۵۴   | غار قلات زینل                       | ارسنجان | شهرارسنجان، کیلومتر۱۷جاده آسفالته ارسنجان به آباده طشک، سمت چپ جاده، شمال منطقه جنگلی قلات زینل                      |                     | ۱۳۸۵/۰۳/۱۷ | پیش از تاریخ (احتمالا فراپارینه سنگی)    |                   |
| ۱۵۴۵۵   | پناهگاه صخره‌ای شرق‌آباد (۴)          | ارسنجان | شهرستان ارسنجان، دهستان علی‌آباد ملک، ۳ کیلومتری شمال شرقی روستای شرق آباد، کنار جاده ارسنجان به آباده طشک            |                     | ۱۳۸۵/۰۳/۱۷ | پیش از تاریخ (احتمالاً فرا پارینه سنگی")  |                   |
| ۱۵۴۵۶   | غار چاه زرد                         | ارسنجان | شهرستان ارسنجان، بخش مرکزی، دهستان علی‌آباد ملک، دو کیلومتری مانده به روستای چاه عباسعلی، ابتدای جاده آسفالته فرعی    |                     | ۱۳۸۵/۰۳/۱۷ | پیش از تاریخ (احتمالا فراپارینه سنگی)    |                   |
| ۱۵۴۵۷   | تل کاظمی یک                         | ارسنجان | شهرستان ارسنجان، بخش مرکزی، دهستان علی‌آباد ملک، ۸۰۰متری شرق روستای کاظمی                                             |                     | ۱۳۸۵/۰۳/۱۷ | قرون میانه اسلامی                        |                   |
| ۱۵۴۵۸   | غار شرق‌آباد یک                      | ارسنجان | شهرستان ارسنجان، بخش مرکزی، دهستان علی‌آباد ملک، شمال شرق روستای شرق آباد، به فاصله ۵۰متری از منازل مسکونی            |                     | ۱۳۸۵/۰۳/۱۷ | پیش از تاریخ (احتمالاً فرا پارینه سنگی)   |                   |
| ۱۵۴۵۹   | پناهگاه صخره‌ای قلات زینل دو         | ارسنجان | شهرارسنجان، کیلومتر ۱۷جاده آسفالته ارسنجان به آباده طشک، سمت چپ جاده، شمال منطقه جنگلی قلات زینل                     |                     | ۱۳۸۵/۰۳/۱۷ | پیش از تاریخ (احتمالا فرا پارینه سنگی)   |                   |
| ۱۵۴۶۰   | پناهگاه صخره‌ای تنگ سنگ‌شکن دو        | ارسنجان | شهرستان ارسنجان، بخش مرکزی، دهستان علی‌آباد ملک، داخل تنگ سنگ‌شکن، ضلع شرقی تنگه                                       |                     | ۱۳۸۵/۰۳/۱۷ | پیش از تاریخ (احتمالاً فرا پارینه سنگی)   |                   |
| ۱۵۴۶۱   | اشکفت تلمبه مالکی یک                | ارسنجان | شهرستان ارسنجان، بخش مرکزی، دهستان علی‌آباد ملک، غرب روستای کمال‌آباد                                                  |                     | ۱۳۸۵/۰۳/۱۷ | پیش از تاریخ (احتمالا فرا پارینه سنگی)   |                   |
| ۱۵۴۶۲   | پناهگاه صخره‌ای شمال چهار قلات دو    | ارسنجان | شهرستان ارسنجان، بخش مرکزی، دهستان علی‌آباد ملک، شمال روستای چهار قلات                                                |                     | ۱۳۸۵/۰۳/۱۷ | پیش از تاریخ (احتمالا فرا پارینه سنگی)   |                   |
| ۱۵۴۶۳   | اشکفت مش زینل دو                    | ارسنجان | شهرستان ارسنجان، بخش مرکزی، دهستان علی‌آباد ملک، غرب روستای کمال‌آباد                                                  |                     | ۱۳۸۵/۰۳/۱۷ | پیش از تاریخ (احتمالا فرا پارینه سنگی)   |                   |
| ۱۵۴۶۴   | اشکفت تلمبه مالکی دو                | ارسنجان | شهرستان ارسنجان، بخش مرکزی، دهستان علی‌آباد ملک، غرب روستای کمال‌آباد، دامنه کوه سیاه                                  |                     | ۱۳۸۵/۰۳/۱۷ | پیش از تاریخ (احتمالاً فرا پارینه سنگی)   |                   |
| ۱۵۴۶۵   | تل خندقی صالح‌آباد                   | ارسنجان | شهرستان ارسنجان، بخش مرکزی، دهستان علی‌آباد ملک، ۷۰۰م شمال روستای صالح آباد                                           |                     | ۱۳۸۵/۰۳/۱۷ | ساسانی ـ اسلامی                          |                   |
| ۱۵۴۶۶   | اشکفت کوپو                          | ارسنجان | شهرستان ارسنجان، بخش مرکزی، دهستان علی‌آباد ملک، شمال شرقی روستای نعمت‌آباد                                            |                     | ۱۳۸۵/۰۳/۱۷ | پیش از تاریخ (احتمالاً فرا پارینه سنگی)   |                   |
| ۱۵۴۶۷   | اشکفت مش زینل یک                    | ارسنجان | شهرستان ارسنجان، بخش مرکزی، دهستان علی‌آباد ملک، غرب روستای کمال آباد، دامنه کوه سیاه                                 |                     | ۱۳۸۵/۰۳/۱۷ | پیش از تاریخ (احتمالاً فرا پارینه سنگی)   |                   |
| ۱۵۴۶۸   | خرفخانه‌های بیکهدان جشنی             | ارسنجان | شهرستان ارسنجان، بخش مرکزی، دهستان علی‌آباد ملک، ۵۰۰ م شمال روستای بیکهدان جشنی                                       |                     | ۱۳۸۵/۰۳/۱۷ | ساسانی                                   |                   |
| ۱۵۴۶۹   | تپه فیجان                           | ارسنجان | شهرستان ارسنجان، بخش مرکزی، دهستان علی‌آباد ملک، ۲۰۰ م جنوب روستای فیجان                                              |                     | ۱۳۸۵/۰۳/۱۷ | ساسانی                                   |                   |
| ۱۵۴۷۷   | محوطه پوزه خاکی                     | ارسنجان | شهرستان ارسنجان، بخش مرکزی، دهستان علی‌آباد ملک، جنوب روستای چهارقلات، ساحل دریاچه طشک                                |                     | ۱۳۸۵/۰۳/۱۷ | ساسانی                                   |                   |
| ۱۵۴۷۸   | پناهگاه صخره‌ای شمال چهار قلات۱      | ارسنجان | شهرستان ارسنجان، بخش مرکزی، دهستان علی‌آباد ملک، شمال روستای چهار قلات                                                |                     | ۱۳۸۵/۰۳/۱۷ | پیش از تاریخ (احتمالاً فرا پاینه سنگی)    |                   |
| ۱۵۴۷۹   | پناهگاه صخره‌ای کوپو                 | ارسنجان | شهرستان ارسنجان، بخش مرکزی، دهستان علی‌آباد ملک، شمال شرقی روستای نعمت‌آباد                                            |                     | ۱۳۸۵/۰۳/۱۷ | پیش از تاریخ (احتمالاٌ فرا پارینه سنگی)   |                   |
| ۱۵۴۸۰   | پناهگاه صخره‌ای قلات زینل یک         | ارسنجان | شهر ارسنجان، کیلومتری ۱۷ جاده آسفالته ارسنجان به آباده طشک، سمت چپ جاده، شمال منطقه جنگلی قلات زینل                  |                     | ۱۳۸۵/۰۳/۱۷ | پیش از تاریخ (احتمالاٌ فرا پارینه سنگی)   |                   |
| ۱۵۴۸۱   | خرفخانه‌های فیجان                    | ارسنجان | شهرستان ارسنجان، بخش مرکزی، دهستان علی‌آباد ملک، ارتفاعات غرب روستای فیجان                                            |                     | ۱۳۸۵/۰۳/۱۷ | ساسانی                                   |                   |
| ۱۵۴۸۲   | پناهگاه صخره‌ای شرق‌آباد دو           | ارسنجان | شهرستان ارسنجان، بخش مرکزی، دهستان علی‌آباد ملک، ۱/۵ کیلومتری شمال شرقی روستای شرق آباد                               |                     | ۱۳۸۵/۰۳/۱۷ | پیش از تاریخ (احتمالاً فرا پارینه سنگی)   |                   |
| ۱۵۴۸۳   | در اشکفت                            | ارسنجان | شهرستان ارسنجان، بخش مرکزی، دهستان شوراب، دو کیلومتری شمال روستای جوادیه، بعد از پوزه پیر غیب و پوزه کردی            |                     | ۱۳۸۵/۰۳/۱۷ | پیش از تاریخ (احتمالاٌ فرا پارینه سنگی)   |                   |
| ۱۵۴۸۴   | پناهگاه صخره‌ای تنگ سنگ‌شکن سه        | ارسنجان | شهرستان ارسنجان، بخش مرکزی، دهستان علی‌آباد ملک، داخل تنگ سنگ‌شکن، ضلع شرقی تنگه                                       |                     | ۱۳۸۵/۰۳/۱۷ | پیش از تاریخ (احتمالاً فرا پارینه سنگی))  |                   |
| ۱۵۴۸۵   | پناهگاه صخره‌ای پوزه پیر غیب         | ارسنجان | شهرستان ارسنجان، بخش مرکزی، دهستان شوراب، یک کیلومتری شمال روستای جوادیه                                             |                     | ۱۳۸۵/۰۳/۱۷ | پیش از تاریخ (احتمالاً فرا پارینه سنگی)   |                   |
| ۱۵۴۸۶   | پناهگاه صخره‌ای قلات زینل سه         | ارسنجان | شهر ارسنجان، کیلومتری ۱۷ جاده آسفالته ارسنجان به آباده طشک، سمت چپ جاده، شمال منطقه جنگلی قلات زینل                  |                     | ۱۳۸۵/۰۳/۱۷ | پیش از تاریخ (احتمالاً فرا پارینه سنگی)   |                   |
| ۱۵۴۸۷   | خرفخانه‌های کوه سیاه                 | ارسنجان | شهرستان ارسنجان، بخش مرکزی، دهستان علی‌آباد ملک، ارتفاعات مشرف بر روستاهای کمال‌آباد و جمال آباد                       |                     | ۱۳۸۵/۰۳/۱۷ | ساسانی                                   |                   |
| ۱۵۴۸۸   | قبرستان قدیمی اسلام‌آباد             | ارسنجان | شهرستان ارسنجان، بخش مرکزی، دهستان علی‌آباد ملک، ۳ کیلومتری جنوب روستای اسلام‌آباد                                     |                     | ۱۳۸۵/۰۳/۱۷ | قاجاریه                                  |                   |
| ۱۵۵۲۳   | تپه گچی چاشتخوار                    | ارسنجان | شهرستان ارسنجان، بخش مرکزی، روستای چاشتخوار، روبروی آرامگاه نیمه تمام چاشتخوار،                                      |                     | ۱۳۸۵/۰۳/۱۷ | هخامنشی                                  |                   |
| ۱۵۵۵۴   | غار شرق‌آباد دو                      | ارسنجان | شهرستان ارسنجان، بخش مرکزی، دهستان علی‌آباد ملک، ۱/۲ کیلومتری شمال شرق روستای شرق آباد                                |                     | ۱۳۸۵/۰۳/۱۷ | پیش از تاریخ (احتمالاً فرا پارینه سنگی)   |                   |
| ۱۵۵۵۵   | پناهگاه صخره‌ای شرق‌آباد یک           | ارسنجان | شهرستان ارسنجان، دهستان علی‌آباد ملک، ۱/۱ کیلومتری شمال شرقی روستای شرق آباد                                          |                     | ۱۳۸۵/۰۳/۱۷ | پیش از تاریخ ـ (احتمالاً فرا پارینه سنگی) |                   |
| ۱۵۵۵۶   | خرفخانه‌های صفرآباد                  | ارسنجان | شهرستان ارسنجان، بخش مرکزی، دهستان خبریز، شمال روستای صفرآباد                                                        |                     | ۱۳۸۵/۰۳/۱۷ | ساسانی                                   |                   |
| ۱۵۵۵۷   | بقایای بند بست                      | ارسنجان | شهر ارسنجان، کیلومتری ۵ جاده ارسنجان به سعادت شهر                                                                    |                     | ۱۳۸۵/۰۳/۱۷ | ساسانی                                   |                   |
| ۱۵۵۵۸   | تل کاخ                              | ارسنجان | شهر ارسنجان، خ کشاورزی، داخل پارک انقلاب                                                                             |                     | ۱۳۸۵/۰۳/۱۷ | ساسانی ـ اسلامی                          |                   |
| ۱۵۵۵۹   | پناهگاه صخره‌ای مخزن آب شرق‌آباد      | ارسنجان | شهرستان ارسنجان، بخش مرکزی، دهستان علی‌آباد ملک، غرب روستای شرق آباد، ۱۳۰ متر بالاتر از مخزن آب                       |                     | ۱۳۸۵/۰۳/۱۷ | پیش از تاریخ (احتمالاً فرا پارینه سنگی۹   |                   |
| ۱۵۵۶۰   | پناهگاه صخره‌ای جنوب چهارقلات یک     | ارسنجان | شهرستان ارسنجان، بخش مرکزی، دهستان علی‌آباد ملک، ۵۰۰ م جنوب شرق روستای چهار قلات                                      |                     | ۱۳۸۵/۰۳/۱۷ | پیش از تاریخ (احتمالاً فرا پارینه سنگی)   |                   |
| ۱۶۰۳۷   | اشکفت مش گرام                       | ارسنجان | شهرستان ارسنچان، بخش مرکزی، دهستان شوراب، دو کیلومتری شمال شرقی روستای جوادیه                                        |                     | ۱۳۸۵/۰۶/۲۰ | پیش از تاریخ (احتمالاً فرا پارینه سنگی)   |                   |
| ۱۶۰۳۸   | اشکفت سید خاتون                     | ارسنجان | شهرستان ارسنجان، بخش مرکزی، دهستان علی‌آباد ملک، شمال روستای نعمت‌آباد                                                 |                     | ۱۳۸۵/۰۶/۲۰ | پیش از تاریخ (احتمالاً فرا پارینه سنگی)   |                   |
| ۱۶۰۴۲   | پناهگاه صخره‌ای تنگ سنگ‌شکن یک        | ارسنجان | شهرستان ارسنجان، بخش مرکزی، دهستان علی آباد ملک، شمال غربی روستای نعمت‌آباد، ابتدای تنگ سنگ‌شکن                        |                     | ۱۳۸۵/۰۶/۲۰ | پیش از تاریخ (احتمالاٌ فرا پارینه سنگی)   |                   |
| ۱۶۱۲۱   | تل شرابی                            | ارسنجان | ۱/۵ کیلومتری جنوب شهر ارسنجان، ابتدای ورودی شهر                                                                      |                     | ۱۳۸۵/۰۶/۲۰ | ساسانی                                   |                   |
| ۱۶۱۲۳   | قبرستان کهنه علی‌آباد ملک            | ارسنجان | شهرستان ارسنجان، بخش مرکزی، ۱/۵ کیلومتری شرق دهستان علی‌آباد ملک، کنار گله داری حاج نورالله و محمد روستا              |                     | ۱۳۸۵/۰۶/۲۰ | اواخر قاجار ـ اوایل پهلوی                |                   |
| ۱۶۱۲۴   | محوطه پیرغیب                        | ارسنجان | شهرستان ارسنجان، بخش مرکزی، دهستان شوراب، یک کیلومتری شمال روستای جوادیه                                             |                     | ۱۳۸۵/۰۶/۲۰ | ساسانی                                   |                   |
| ۱۶۱۷۰   | خرفخانه‌های کوه کمر زرد              | ارسنجان | شهرستان ارسنجان، بخش مرکزی، دهستان علی‌آباد ملک، ارتفاعات روستای کوه کمر زرد                                          |                     | ۱۳۸۵/۰۶/۲۰ | ساسانی                                   |                   |
| ۱۶۱۷۲   | خرفخانه‌های قلاتخوار و بکهدان        | ارسنجان | شهرستان ارسنجان، بخش مرکز ی، دهستان علی‌آباد ملک، روستای قلاتخوار و بکهدان                                            |                     | ۱۳۸۵/۰۶/۲۰ | ساسانی                                   |                   |
| ۱۶۱۷۶   | بقایای قلعه قصر منوچهر              | ارسنجان | شهرستان ارسنجان، بخش مرکز ی، دهستان علی‌آباد ملک، بالای ارتفاعات شمال روستای صالح آباد                                |                     | ۱۳۸۵/۰۶/۲۰ | قرون اولیه اسلامی                        |                   |
| ۱۷۰۷۸   | پناهگاه صخره‌ای پیر قوچ ۱            | ارسنجان | شهرستان ارسنجان، بخش مرکزی، دهستان خبریز، ۵۰۰ م غرب روستای صفرآباد                                                   |                     | ۱۳۸۵/۱۱/۰۸ | نوسنگی                                   |                   |
| ۱۷۲۳۰   | غار قصر جمال                        | ارسنجان | شهرستان ارسنجان، بخش مرکزی، دهستان خبریز، ۳۰۰ م غرب روستای قصر جمال                                                  |                     | ۱۳۸۵/۱۱/۲۳ | نوسنگی                                   |                   |
| ۱۷۲۴۷   | پناهگاه صخره‌ای دره راه دهکی         | ارسنجان | شهرستان ارسنجان، بخش مرکزی، دهستان خبریز، شرق روستای صفرآباد، داخل دره معروف به راه دهکی                             |                     | ۱۳۸۵/۱۱/۲۳ | ساسانی                                   |                   |
| ۱۷۲۵۱   | پناهگاه صخره‌ای کوه کوچولو           | ارسنجان | شهرستان ارسنجان، بخش مرکزی، دهستان شوراب، یک کیلومتری شمال غرب روستای جوادیه، مشرف بر تلمبه خانه آقای حاج علی کشاورز |                     | ۱۳۸۵/۱۱/۲۳ | نوسنگی                                   |                   |
| ۱۷۲۵۴   | غار کشمشی                           | ارسنجان | شهرستان ارسنجان، بخش مرکزی، دو کیلومتری شرق دهستان علی‌آباد ملک، بردامنه کوه کمر                                      |                     | ۱۳۸۵/۱۱/۲۳ | نوسنگی                                   |                   |
| ۱۷۲۵۵   | غار امیرقلی                         | ارسنجان | شهرستان ارسنجان، بخش مرکزی، دهستان علی‌آباد ملک، جنوب غربی روستای کمال‌آباد                                            |                     | ۱۳۸۵/۱۱/۲۳ | نوسنگی                                   |                   |
| ۱۷۲۵۷   | غار صفرآباد                         | ارسنجان | شهرستان ارسنجان، بخش مرکزی، دهستان خبریز، ۳۰۰ م شرق روستای صفرآباد، مشرف بر ساختمان مخروبه و باغ قاسم زارعی          |                     | ۱۳۸۵/۱۱/۲۳ | نوسنگی                                   |                   |
| ۱۷۲۶۰   | پناهگاه صخره‌ای پیر قوچ دو           | ارسنجان | شهرستان ارسنجان، بخش مرکزی، دهستان خبریز، ۵۰۰ م غرب روستای صفر آباد                                                  |                     | ۱۳۸۵/۱۱/۲۳ | نوسنگی                                   |                   |
| ۱۷۲۷۳   | پناهگاه صخره‌ای قلاتخوار             | ارسنجان | شهرستان ارسنجان، بخش مرکزی، دهستان علی‌آباد، ۵۰۰ م شرق روستای قلات خواری                                              |                     | ۱۳۸۵/۱۱/۲۳ | نوسنگی                                   |                   |
| ۱۷۲۷۴   | اشکفت کوه کمر علی‌آباد ملک           | ارسنجان | شهرستان ارسنجان، بخش مرکزی، شرق دهستان علی‌آباد ملک، ۵۰۰ م قبرستان قدیمی                                              |                     | ۱۳۸۵/۱۱/۲۳ | نوسنگی                                   |                   |
| ۱۷۵۹۸   | پناهگاه صخره‌ای کمال‌آباد             | ارسنجان | شهرستان ارسنجان، بخش مرکزی، دهستان علی‌آباد ملک، غرب روستای کمال‌آباد، دامنه کوه سیاه                                  |                     | ۱۳۸۵/۱۲/۰۶ | نوسنگی                                   |                   |
| ۱۹۲۹۵   | قلعه گود قلات                       | ارسنجان | شهرستان ارسنجان، بخش مرکزی، دهستان خبریز، جنوب غرب روستای خبریز، دامنه جنوبی کوه گود قلات                            |                     | ۱۳۸۶/۰۵/۰۱ | ساسانی                                   |                   |
| ۱۹۳۰۱   | مسجد جامع ارسنجان                   | ارسنجان | شهر ارسنجان، بلوار سعیدیه                                                                                            |                     | ۱۳۸۶/۰۵/۰۱ | صفویه                                    | مسجد جامع ارسنجان |
| ۱۹۳۰۵   | تل بزرگ کفر                         | ارسنجان | شهرستان ارسنجان، بخش مرکزی، دهستان شوراب، ۵۰۰ م جنوب روستای کفر                                                      |                     | ۱۳۸۶/۰۵/۰۱ | ساسانی                                   |                   |
| ۱۹۳۰۷   | غار سیاه کوهنجان                    | ارسنجان | شهرستان ارسنجان، بخش مرکزی، دهستان خبریز، ۵۰۰ م شمال روستای کوهنجان                                                  |                     | ۱۳۸۶/۰۵/۰۱ | نوسنگی ـ ساسانی                          |                   |
| ۱۹۳۰۸   | پناهگاه صخره‌ای شاه نشین             | ارسنجان | شهرستان ارسنجان، بخش مرکزی، دهستان خبریز، ۱۰۰ م غرب روستای قلات جیرو                                                 |                     | ۱۳۸۶/۰۵/۰۱ | نوسنگی ـ ساسانی                          |                   |
| ۱۹۳۱۰   | تل تربیت بدنی                       | ارسنجان | شهرستان گرگان، بخش مرکزی، دهستان روشن آباد، روستای کفشگیری                                                           |                     | ۱۳۸۶/۰۵/۰۱ | کالکولتیک ـ ساسانی                       |                   |
| ۱۹۷۰۸   | تل سرخ                              | ارسنجان | شهرستان ارسنجان، بخش مرکزی، دهستان خبریز، ۳۰۰ م شرق روستای حسین‌آباد                                                  |                     | ۱۳۸۶/۰۶/۲۸ | قرون میانه اسلامی                        |                   |
| ۱۹۷۱۶   | تل پیر چراغ                         | ارسنجان | شهرستان ارسنجان، بخش مرکزی، دهستان خبریز، شمال قبرستان روستای خبریز                                                  |                     | ۱۳۸۶/۰۶/۲۸ | قرون میانه اسلامی                        |                   |
| ۱۹۷۳۴   | تل کوچک کفر                         | ارسنجان | شهرستان ارسنجان، بخش مرکزی، دهستان شوراب، ۶۵۰ م جنوب روستای کفر                                                      |                     | ۱۳۸۶/۰۶/۲۸ | قورن میانه اسلامی                        |                   |
| ۲۰۸۱۵   | تل حیدرآباد                         | ارسنجان | شهرستان ارسنجان، بخش مرکزی، دهستان شوراب، ۳۰۰ م جنوب روستای احمدآباد                                                 |                     | ۱۳۸۶/۱۱/۳۰ | قرون اولیه اسلامی                        |                   |
| ۲۰۸۴۲   | تل امامزاده قلات جیرو               | ارسنجان | شهرستان ارسنجان، بخش مرکزی، دهستان خبریز، ۴۰۰ م شمال غربی روستای قلات جیرو                                           |                     | ۱۳۸۶/۱۱/۳۰ | ساسانی                                   |                   |
| ۲۰۸۸۰   | تل چخماقی                           | ارسنجان | شهرستان ارسنجان، بخش مرکزی، دهستان شوراب، ۳۰۰ م جنوب غربی روستای کوهنجان                                             |                     | ۱۳۸۶/۱۱/۳۰ | هزاره ۳ و۴ ق‌م                            |                   |
| ۲۰۸۸۱   | قلعه گچی                            | ارسنجان | شهرستان ارسنجان، بخش مرکزی، دهستان خبریز، روی ارتفاعات کوه و موسوم به دوکوهک مشرف بر روستای نجف آباد                 |                     | ۱۳۸۶/۱۱/۳۰ | قرون اولیه اسلامی                        | قلعه گچی          |
| ۲۰۹۷۷   | تل کاکلی                            | ارسنجان | شهرستان ارسنجان، بخش مرکزی، دهستان شورآب، ۳۰۰ م غرب روستای کوشک                                                      |                     | ۱۳۸۶/۱۱/۳۰ | کالکولتیک ـ ساسانی                       |                   |